# B&B Hotels-KTM
Az B&B Hotels-KTM (UCI csapatkód: BBKK) egy francia profi kerékpárcsapat. Jelenleg UCI ProTeam besorolással rendelkezik, ami az országúti kerékpározás második osztálya a WorldTeam csapatok mögött. A csapatot 2018-ban alapították, 2021-ben már a negyedik legjobb volt a ProTeam csapatok között az Alpecin-Fenix, az Arkéa–Samsic és a TotalEnergies mögött.  A csapat legismertebb versenyzője Franck Bonnamour.

## Keret (2022)
| A csapat versenyzői 2022 | A csapat versenyzői 2022 | A csapat versenyzői 2022                   | A csapat versenyzői 2022 |
| Név                      | Születésnap              | Előző csapat                               |                          |
| ------------------------ | ------------------------ | ------------------------------------------ | ------------------------ |
| Pierre Barbier           | 1997. szeptember 25.     | Delko (2021)                               |                          |
| Cyril Barthe             | 1996. február 14.        | Euskadi Basque Country-Murias (2019)       |                          |
| Alan Boileau             | 1999. június 25.         | VC Pays de Loudéac (2020)                  |                          |
| Franck Bonnamour         | 1995. június 20.         | Arkéa-Samsic (2020)                        |                          |
| Maxime Chevalier         | 1999. május 16.          |                                            |                          |
| Jens Debusschere         | 1989. augusztus 28.      | Katusha-Alpecin (2019)                     |                          |
| Thibault Ferasse         | 1994. szeptember 12.     | Natura4Ever-Roubaix Lille Métropole (2020) |                          |
| Cyril Gautier            | 1987. szeptember 26.     | AG2R La Mondiale (2018)                    |                          |
| Alexis Gougeard          | 1993. március 5.         | AG2R Citroën Team (2021)                   |                          |
| Miguel Heidemann         | 1998. január 27.         | Leopard Pro Cycling (2021)                 |                          |
| Jonathan Hivert          | 1985. március 23.        | Total Direct Énergie (2020)                |                          |
| Quentin Jauregui         | 1994. április 22.        | AG2R La Mondiale (2020)                    |                          |
| Victor Koretzky          | 1994. augusztus 26.      | No name (2021)                             |                          |
| Adrien Lagrée            | 1997. április 25.        | VC Pays de Loudéac (2021)                  |                          |
| Axel Laurance            | 2001. április 13.        | VC Pays de Loudéac (2021)                  |                          |
| Jérémy Lecroq            | 1995. április 7.         | Roubaix Lille Métropole (2017)             |                          |
| Cyril Lemoine            | 1983. március 3.         | Cofidis (2020)                             |                          |
| Eliot Lietaer            | 1990. augusztus 15.      | Bingoal-Wallonie Bruxelles (2020)          |                          |
| Julien Morice            | 1991. július 20.         | Direct Énergie (2017)                      |                          |
| Luca Mozzato             | 1998. február 15.        | Dimension Data for Qhubeka (2019)          |                          |
| Raphaël Parisella        | 2002. október 23.        |                                            |                          |
| Pierre Rolland           | 1986. október 10.        | EF Education First-Drapac (2018)           |                          |
| Sebastian Schönberger    | 1994. május 14.          | Neri Sottoli-Selle Italia-KTM (2019)       |                          |
| Jordi Warlop             | 1996. június 4.          | Sport Vlaanderen-Baloise (2021)            |                          |
|                          |                          |                                            |                          |
| Forrás: ProCyclingStats  |                          |                                            |                          |

## Külső hivatkozások
Hivatalos oldal Archiválva 2022. március 14-i dátummal a Wayback Machine-ben